# Casa Oswald (Madrid)
La Casa Oswald, situada en Puerta de Hierro a Madrid, és una de les obres més destacables de Matilde Ucelay.
El fet que Ucelay es llicenciés tres dies abans del cop d'estat del general Franco, va fer que el seu nom aparegués en les llistes de professionals republicans represaliats durant la postguerra i fos apartada de l'exercici de l'arquitectura durant cinc anys. Això va fer que hagués de treballar sota la signatura d'altres amics i que es guanyés una clientela entre la colònia estrangera que habitava a Espanya.
En els anys cinquanta la senyora Oswald va acudir al Col·legi d'Arquitectes de Madrid buscant una arquitecta perquè li construís una de les seves cases, una de les sis cases que Matilde Ucelay va dissenyar i va construir per a la família Oswald. La Casa Oswald, es va construir en 1952, al carrer de la Paja, Ciudad Puerta del Hierro, Madrid. El disseny de la casa es va basar en la senzillesa, l'ordre i una gran cura amb els detalls.
La casa presenta una façana eclèctica i la construcció es complementa amb el disseny dels jardins que envolten la casa. És una casa en la qual es tracta de treure el màxim partit a tot l'espai. Cada racó s'aprofita amb armaris (tots ells totalment vestits), que es distribueixen tant en els passadissos, com sota les escales. El disseny de l'interior és molt detallista, per exemple, a la cambra de planxar, la taula és una illa de considerable grandària i va situar els endolls penjant en una armadura.